# Ruptuur
Een ruptuur is een medische term voor verscheuring of inscheuring van weefsel. Dit kan in vrijwel elk lichaamsweefsel voorkomen bijvoorbeeld spier, pees, huid, milt etc.

## Ruptuur tijdens een bevalling
Een bekend voorbeeld van een ruptuur ontstaat tijdens een bevalling. Deze vorm van ruptuur is het ontstaan van een inscheuring door passage van het hoofd van kind door de vulva tijdens de geboorte. Rupturen kunnen ontstaan in:
- binnenste schaamlippen
- vaginawand
- perineum

In ernst wordt een onderverdeling gemaakt in verschillende graden:
- 1e graads: alleen de huid/vaginawand
- 2e graads: idem als 1e graads met onderhuidsweefsel en spier
- 3e graads: subtotale ruptuur; dezelfde letsels als bij een 2e-graadsruptuur, maar hier is ook de musculus sphincter ani externus ingescheurd
- 4e graads: totale ruptuur; hierbij zijn de musculus sphincter ani externus en het anale kanaal tot en met de mucosa geruptureerd

## Genezing en behandeling
Na de geboorte van het kind en de placenta wordt de ruptuur van binnenuit de vagina naar buiten toe gehecht. Allereerst de vaginawand, vervolgens de spieren, en als laatste de huid. De eerste fase van het genezen gehechte scheur gaat snel. Meestal worden hechtingen gebruikt die vanzelf oplossen. Eventueel kunnen ze bij klachten eerder verwijderd worden door de verloskundige. De eerste maanden kan inwendig nog een grote gevoeligheid bestaan van het bindweefsel dat ontstaat door littekenvorming. Gemeenschap is zeker pijnlijk de eerste maanden na de bevalling. Geleidelijk aan wordt het weefsel soepeler en verstrijkt het litteken. Echter een litteken van de gehechte scheur blijft altijd bestaan. Indien bij de bevalling van een volgend kind een episiotomie (knip) noodzakelijk is (bijvoorbeeld in geval van foetale nood), dan zal op de plek van het oude litteken de nieuwe knip gezet worden.